# 重力小丑
重力小丑是由日本文壇新秀伊坂幸太郎所著的推理小說，於2003年出版。中譯本由張智淵翻譯，台灣商周出版（現為獨步文化，原商周出版推理小說出版部門）於2006年出版。

## 故事簡介
泉水是大学研究基因的研究员，弟弟小春的工作是清洗街头涂鸦。他们发现连环纵火案的案发现场都在有涂鸦的地方。兄弟两人一起调查此案件。
泉水的同事提起关于24年前发生的“高中生强奸30人”案件。 让泉水想起自己妈妈是24年前的受害者之一。泉水跟踪24年前那个强奸犯，拿了他吸过的香烟和小春的头发去做基因鉴定。
基因鉴定结果是99.7%的吻合。此时，泉水恨强奸犯入骨，策划杀了强奸犯。
在杀掉强奸犯的前一天，小春告诉泉水又有新的涂鸦，这代表又会有纵火案发生。泉水因为只想到明天要去杀人。于是骂小春说不能只顾着纵火案，自己也有事做。
之后，泉水遇到了小春的跟踪狂，小夏。小夏告诉泉水其实小春就是纵火犯，而且街头涂鸦也是小春自己画的。
泉水马上回去找小春，但发现小春的房间充满24年前强奸犯的资料...
小春约他的亲生爸爸，强奸犯到以前的旧家，妈妈被强奸的地方。
小春放火烧了屋子，和强奸犯谈。
泉水赶到现场，小春看到哥哥后，用棒球棒打晕强奸犯。
第二天早上，新闻报道在一间废弃的屋子发生纵火案，里面有一具男尸体。
泉水和小春的爸爸得知新闻后，怀疑两兄弟......

## 得獎
- 第129屆直木賞候補作品
- 日本《本之雜誌》評選「書店大賞」BEST 10
- 2004年版「這本推理小說了不起！」BEST 10
- 2003年《達文西》雜誌「Book of the Year」BEST 30
- 2003年《達文西》雜誌「Mystery & Entertainment」BEST 30
- 2003年日本《週刊文春》雜誌評選為日本 BEST 10
- 2003年「推理頻道」BEST 10

## 電影版
同名改編電影2009年3月於日本上映。森淳一執導，加瀨亮、岡田將生主演。

### 角色及演員
- 奧野泉水：加瀨亮
- 奧野春：岡田將生
- 奧野正志：小日向文世
- 夏子：吉高由里子
- 山内：岡田義徳
- 葛城由紀夫：渡部篤郎
- 奧野梨江子：鈴木京香

### 製作
- 導演：森淳一
- 劇本：相澤友子
- 原著：『重力小丑』伊坂幸太郎（新潮文庫刊）
- 攝影：林淳一郎
- 照明：中村裕樹
- 錄音：藤本賢一
- 服裝：長田久美

## 外部連結
- オフィシャルサイト （页面存档备份，存于）
- 重力ピエロ - allcinema（日語）
- 重力ピエロ - KINENOTE（日語）
- 互联网电影数据库（IMDb）上《重力ピエロ》的资料（英文）
- 《重力小丑》中文預告片 （页面存档备份，存于）